# نيك ليندل
نيك ليندل (بالإنجليزية: Nick Lindahl)‏ مواليد 31 يوليو 1988 في مالمو، هو لاعب كرة مضرب أسترالي سابق بدأ مسيرته كمحترف سنة 2006 وكان يلعب باليد اليمنى، اعتزل اللعب في 2013. أعلى تصنيف له في الفردي كان المركز الـ 187 في سنة 2010. أعلى تصنيف له في الزوجي كان المركز الـ 652 في سنة 2007.

## روابط خارجية
- نيك ليندل على موقع رابطة محترفي التنس (الإنجليزية)
- نيك ليندل على موقع الاتحاد الدولي لكرة المضرب (الإنجليزية)
- نيك ليندل على موقع اتحاد التنس الأسترالي (الإنجليزية)
- نيك ليندل على موقع خلاصة التنس.كوم (الإنجليزية)